# José López Pérez (político)
José López Pérez, fallecido en Pontevedra el 22 de septiembre de 1896,fue un periodista y político gallego.

## Trayectoria
Afiliado al Partido Conservador, fue nombrado alcalde de Pontevedra en 1885, permaneciendo en el cargo hasta 1887. 
Fundó y dirigió las revistas profesionales del magisterio El Noticiero Administrativo, El Noticiero y El Noticiero Gallego. Fue padre de Bernardo López Suárez.
| Predecesor: Antonio Vázquez Limeses | Alcalde de Pontevedra 1885-1887 | Sucesor: Isidoro Martínez Casal |